# Клевер многолистный
Кле́вер многоли́стный (лат. Trifolium polyphyllum) — многолетнее травянистое растение, вид рода Клевер (Trifolium) трибы Клеверные (Trifolieae) подсемейства Мотыльковых (Faboideae) семейства Бобовых (Fabaceae).

## Ботаническое описание
Травянистое растение, дернистое вследствие обилия опавших листьев. Корень стержневой, длинный, в верхней части разветвлённый, многоглавый. Цветоносный стебли немногочисленные, голые, высотой 5—20 см, листья на стеблях отсутствуют.
Листья с длинными черешками. Прилистники практически плёнчатые, по всей длине срастаются с черешками, концы заострённые. Черешки голые, длиннее листьев в 2—4 раза. Листья с (5) 7 (9) листочками. Листочки линейной или узко-ланцетной формы, длиной 1—2 см и шириной 0,2—0,5 см, голые. Жилки с нижней части листочков хорошо заметны, боковые жилки многочисленные, отходят от средней под очень острым углом. Края с редкими зубчиками только в верхней части.
Соцветие верхушечное, имеет форму зонтика, с 3—8 цветками, окруженные плёнчатой, однолистной обёрткой, ширина 1,5 мм. Как правило. соцветия надрезаны на 5—6 долей. Цветоножка длиной 2—3 мм, голая, после цветения поникает. Чашечка голая, лиловатого или красноватого цвета, длина 1—1,3 см, надрезанная пополам на оттянуто-заострённые нитевидные доли. Цветки крупные, длиной 1,5—2,5 см, цвет колеблется от розового или пурпурно-фиолетового. Флаг яйцевидной формы, немного заострённые возле верхушки, наибольшая ширина чуть ниже середины, основание килеватое. Крылья короче флага на 1—2 мм.
Завязь с двумя-тремя семяпочками, линейно-ланцетной формы. Столбик загнут вверх на конце. Тычинки с нитями, свободными на одну треть. Плод — боб, ланцетной формы, плоский, плёнчатый, длиной около 1 см и шириной 0,3—0,5 см, с одним или двумя семенами. Семя бурого цвета, достигает около 2 мм в поперечном разрезе. Цветение происходит в июле. Плодоносит в августе.
Вид описан из альпийского пояса Западного Кавказа. Тип в Санкт-Петербурге.

## Экология и распространение
Клевер многолистный произрастает на лужайках в альпийском поясе гор. Высота распространения — до 3 000 над уровнем моря. Распространён в Турции, Грузии и России — Кабардино-Балкария, Карачаево-Черкесия, Краснодарский край, Северная Осетия.
Человеком используется как кормовое растение в альпийском поясе гор.

## Классификация
Вид Клевер многолистный входит в род Клевер (Trifolium) трибу Клеверные (Trifolieae) подсемейство Мотыльковые (Faboideae) семейство Бобовые (Fabaceae).
|  |                          |  |                                                           |                                                           |                   |  | ещё 3 семейства (согласно Системе APG II) | ещё 3 семейства (согласно Системе APG II) |                          |  |  |  | ещё 27 триб             | ещё 27 триб |  |  |  |  | ещё около 300 видов | ещё около 300 видов |
|  |                          |  |                                                           |                                                           |                   |  | ещё 3 семейства (согласно Системе APG II) | ещё 3 семейства (согласно Системе APG II) |                          |  |  |  | ещё 27 триб             | ещё 27 триб |  |  |  |  | ещё около 300 видов | ещё около 300 видов |
|  |                          |  |                                                           | порядок Бобовоцветные                                     |                   |  |                                           |                                           | подсемейство Мотыльковые |  |  |  |                         | род Клевер  |  |  |  |  |                     |                     |
|  |                          |  |                                                           | порядок Бобовоцветные                                     |                   |  |                                           |                                           | подсемейство Мотыльковые |  |  |  |                         | род Клевер  |  |  |  |  |                     |                     |
|  | отдел Цветковые растения |  |                                                           |                                                           | семейство Бобовые |  |                                           |                                           | триба Клеверные          |  |  |  | вид Клевер многолистный |             |  |  |  |  |                     |                     |
|  | отдел Цветковые растения |  |                                                           |                                                           |                   |  |                                           |                                           |                          |  |  |  |                         |             |  |  |  |  |                     |                     |
|  |                          |  | ещё 45 порядков покрытосеменных (согласно Системе APG II) | ещё 45 порядков покрытосеменных (согласно Системе APG II) |                   |  |                                           | ещё 2 подсемейства                        | ещё 2 подсемейства       |  |  |  | ещё 5 родов             | ещё 5 родов |  |  |  |  |                     |                     |
|  |                          |  |                                                           | ещё 45 порядков покрытосеменных (согласно Системе APG II) |                   |  |                                           |                                           | ещё 2 подсемейства       |  |  |  |                         | ещё 5 родов |  |  |  |  |                     |                     |